# 数え上げ幾何学
数学では数え上げ幾何学(enumerative geometry)は代数幾何学の一分野であり、主に交叉理論により、幾何学的な問題の解の数を数え上げることに関連している。

## 歴史

アポロニウスの円

アポロニウスの問題は、数え上げ幾何学のもっとも早い段階の例の一つである。この問題は、3つの円、点、直線が与えられたときに、それらに接する円の数と構成を問うている問題である。一般に、3つの円が与えられたときには、問題の解は 8つあり、それらの解は 23 とみることができて、各々の接する条件は円の空間上の二次式の条件で与えられる。しかし、与えられた円が特別な位置にあると、解の数は 0 （答えがない）から 6 までの任意の整数の値をとりうる。ただし、アポロニウスの問題に 7 つの解が与えられる配置というものは存在しない。

## 重要なツール
いくつかのツールが、基本的なものからもっと進んだものの広い範囲にわたってある。
- 次元の数え上げ（英語版）
- ベズーの定理
- シューベルトの計算（英語版）(Schubert calculus)とさらに一般的なコホモロジー論の特性類
- コホモロジーで交点数を数え上げることと関連して、ポアンカレ双対性
- 曲線、写像、そのほかの幾何学的対称のモジュライ空間の研究、しばしば、量子コホモロジーを通しての研究（量子コホモロジーの研究では、弦理論のミラー対称性を通して、クレメンス予想に大きな進展があった。）

数え上げ幾何学は交点理論に非常に密接に関連している。

## シューベルトの計算
数え上げ幾何学は、19世紀の終わりにヘルマン・シューベルト(Hermann Schubert)により、大きな進展がみられた。 このために彼は、シューベルトの計算と呼ばれる方法を導入した。この計算で、彼は広い領域に基本的な幾何学的、トポロジー的な値を導入した。（当時は、）数え上げ幾何学に特別に必要なものは注目されなかったが、代数幾何学が全体で一般的な前提として、1960年代、1970年代になるとそれらが深い注目を集めるようになった。（例えば、スティーブン・クライマン(Steven Kleiman)が指摘している）。アンドレ・ヴェイユにより交点数が厳密に定義されたが、これは、1942–6年にヴェイユの基本的なプログラムの一部として厳密に定義がされ、さらにその後、確立されたものである。しかし、これは、数え上げ問題の固有な領域のすべてを解決するものではなかった。

## ファッジ因子とヒルベルトの第15問題
次元の数え上げとベズーの定理のナイーブな適用は、誤った結果を導く。このことを次の例で示す。これらの問題の対応として、代数幾何学者たちは曖昧な『ファッジ因子』（ぼんやりとした柔らかい因子とでも訳すべきか）を導入したが、この厳密な評価は何十年か後となってしまった。
例として、射影平面にある5本の直線が与えられたとき、この5本の直線に接する円錐曲線の数を数え上げることを考える。 もし点が一般の位置にあるのであれば、線形条件を通して、円錐が次元 5 の射影空間からなり、6つの係数を同次座標として持ち、5点が円錐を決定する。同様にして、与えられた直線 L に接する（接するとは、多重度 2 の交叉数を持つことを意味する）ことは、二次式の条件であるから、P5 の中の二次超曲面(quadric)を決定する。しかし、すべての 2次超曲面からなる因子の線形系は、基本軌跡(base locus)を持たない。実際、そのような各々の 2次超曲面はヴェロネーゼ曲面(Veronese surface)を含んでいる。ヴェロネーゼ曲面は、次の「二重線」と呼ばれる円錐曲線をパラメトライズする。
{\displaystyle (aX+bY+cZ)^{2}=0}
この理由は、二重線は平面内のすべての直線と交叉するからで、射影平面内の直線は多重度 2 でほかの直線と交叉し、従って、直線に接する非退化な円錐曲線として、同じ交叉条件を満たす（交叉するときの多重度は 2）。

ベズーの定理は、5次元空間の中の 5次超曲面は 32 = 25 個の点で交叉するであろうことを言っている。しかし、適当な 2次超曲面は一般の位置にはない。32 個の中から、31 個が引き抜かれて、ヴェロネーゼ曲面に受け継がれ、正しい答へ至る（幾何学的な観点から）、すなわち 1 である。｢退化｣している場合との交叉に引き継がれる過程は、'fudge factor'の典型的な幾何学的導入部である。 
これらが一見、任意の入り込んでしまう性質を克服するのが、ヒルベルトの問題で（正確には、ヒルベルトの第15問題）である。この問題は、シューベルトの計算自体の基本的問題を超えている。

## クレメンス予想
1984年、H. クレメンスは、クインティックスリーフォールド {\displaystyle X\subset \mathbf {P} ^{4}} の上の有理曲線の数を数え上げる問題を考察する中から、次の予想に到達した。
{\displaystyle X\subset \mathbf {P} ^{4}} を一般の5次超曲面とし、d を正の整数とすると、このとき {\displaystyle X} 上には d 次有理曲線は有限個しか存在しない。

この予想は一般的には未解決である。しかし現在は、 {\displaystyle d\leq 9} の場合は証明されている。
1991年に弦理論のミラー対称性の論文 で、物理的な観点から一気に一般の d についての有理曲線の数を与えることができるという予想が提出された。当時、代数幾何学では {\displaystyle d\leq 5} の場合が有理曲線の数を求められる最大の次数であったので、大変な驚きを持って迎えられた。